# Таріана
Таріана (також таріано) — зникаюча майпурська мова (або ж аравацька), якою розмовляють близько 100 осіб уздовж річки Ваупес у штаті Амазонас, Бразилія. Ще приблизно 1500 осіб у верхів'ях і середніх районах річки Ваупес вважають себе етнічними таріанцями, але не володіють мовою вільно.
Корінне населення регіону Ваупес, включаючи народи таріана і східних тукано, є лінгвістично екзогамними: мовників своєї мови вони вважають кровними родичами. У цьому регіоні мови, як і племінна ідентичність, передаються у патрилінійний спадок, і подібним же чином тримаються строго окремо одна від одної, з мінімальними лексичними запозиченнями. Корінне населення цього регіону традиційно розмовляло від трьох до десяти іншими мовами, включаючи мови матері та батька, які зазвичай відрізнялися через поширену культурну практику лінгвістичної екзогамії, а також іспанську та/або португальську.
Носії таріани переходять на неспоріднену мову тукано (туканська мовна сім'я), яка стала lingua franca в регіоні Ваупес наприкінці 19 століття. Прибувши в цей регіон у 1920-х роках, салезіанські місіонери пропагували ексклюзивне використання тукано серед індіанців, намагаючись навернути їх. Економічні проблеми також призвели до того, що батьки все частіше залишають свої сім'ї, щоб працювати на бразильців, які не є індіанцями, що підірвало патрилінійну взаємодію між батьком і дитиною, завдяки якій традиційно набувалось володіння таріаною. У 1999 році було докладено зусиль, щоб викладати таріану як другу мову в середній школі в Яуарете. З 2003 року в школі доступні регулярні заняття мовою таріана. :6–9
Дослідження про таріану, включаючи підручник з граматики та таріано-португальський словник, було проведено Александрою Айхенвальд з Університету Ла Троб, фахівчинею з аравацьких мов.
Таріана належить до мов з «лінгвістичною доказовістю»: кожне твердження має містити вказівку на те, звідки мовець дізнався про те, що говорить (пряме візуальне спостереження, пряме аудіальне спостереження та висновок з іншої інформації) — це досягається через використання відповідних суфіксів дієслів.

## Фонологія
Таріана має відносно великий перелік фонем у порівнянні з іншими мовами Ваупес, такими як баніва та тукано. Він має рідкісний набір фонотактичних обмежень, які визначають, чи можуть фонеми зустрічатися на початку чи в середині, і в яких типах морфем. Фонема [tʃ], наприклад, може зустрічатися на початку в коренях, але не в афіксах чи енклітиках.
Жирні літери вказують на орфографію, яку використала Александра Айхенвальд у своїй «Граматиці таріани». Транскрипція IPA вказується, якщо вона відрізняється від стандартної орфографії.

### Голосні
Таріана має 6 голосних, усі з яких можуть зустрічатися назалізованими, за винятком [ɨ], або довгими, за винятком [ɨ] та [ɵ] .
|                            | Короткий | Короткий | Короткий | Назалізований | Назалізований | Назалізований | Довгий   | Довгий   | Довгий |
|                            | Передній | Середній | Задній   | Передній      | Середній      | Задній        | Передній | Середній | Задній |
| -------------------------- | -------- | -------- | -------- | ------------- | ------------- | ------------- | -------- | -------- | ------ |
| Високого підняття          | i        | ɨ        | u        | ĩ             |               | ũ             | i:       |          | u:     |
| Високо-середнього підняття | e        | o [ɵ]    |          | ẽ             | õ [ɵ̃]         |               | e:       |          |        |
| Низького підняття          |          |          | а        |               |               | ã             |          |          | a:     |

### Приголосні
Таріана має 24 приголосні:
|              |                    | Губно-губні | Зубні   | Ясенно-твердо-піднебінні | Середньо-піднебінні | Задньо-язикові | Гортанні |
| ------------ | ------------------ | ----------- | ------- | ------------------------ | ------------------- | -------------- | -------- |
| Проривні     | Глухі              | p           | t [t̺]   |                          |                     | k              |          |
| Проривні     | Глухі аспіровані   | ph [pʰ]     | th [t̺ʰ] |                          |                     | kh [kʰ]        |          |
| Проривні     | Дзвінкі            | b           | d [d̺]   |                          |                     | (g)            |          |
| Проривні     | Дзвінкі аспіровані |             | dh [d̺ʰ] |                          |                     |                |          |
| Фрикативні   | Фрикативні         |             |         | s [s̺]                    |                     |                | h        |
| Африкати     | Африкати           |             |         |                          | tʃ [t͡ɕ]             |                |          |
| Носові       | Прості             | m           | n [n̺]   |                          | ñ [ɲ]               |                |          |
| Носові       | Аспіровані         | mh [mʰ]     | nh [n̺ʰ] |                          | ñh [ɲʰ]             |                |          |
| Клацаючі     | Клацаючі           |             |         | r [ɾ̺]                    |                     |                |          |
| Бокові       | Бокові             |             |         | l [l̺]                    |                     |                |          |
| Напівголосні | Прості             | w           |         |                          | y [j]               |                |          |
| Напівголосні | Аспіровані         | wh [wʰ]     |         |                          |                     |                |          |

Фонема /ɡ/ зустрічається лише в запозичених словах з португальської (наприклад, імена Грасіліано, Габріель). Тенденція вставляти гортанну паузу /ʔ/ після /a/ укінці слова була відзначена серед молодших мовців. Це було приписано впливу тукано.

### Складова структура
Склади в таріані відповідають схемі (C₁)V(C₂). Поява фонем також обмежена морфологічним контекстом, причому певні фонеми лише в певних позиціях (напочатку і всередині) або в певних типах морфем. У швидкому мовленні голосні можуть бути пропущені або редуковані, від чого склади зводяться до схеми VC або CVC. Наприклад, слово di-dusitá «він повертається» стає [didusta] у швидкій мові з випаданням претонічного i. Аналогічно, слово di-pitá-kà-sità «він купається» стає [dipitakaəsta], при цьому претонічний i випадає, а [ə] вставляється на межі клітики перед s. (Дефіси позначають афікси; знаки рівності позначають клітику). :34–35

### Наголос
Таріана має як первинний, так і вторинний наголос. Таріана — мова з тонічним наголосом, наголошені склади позначаються вищою висотою звуку та більшою інтенсивністю вимови. Довгі голосні завжди наголошені, як і більшість носових. Інакше первинний наголос може падати на останні три склади. Наголос на передостанній склад найпоширеніший у мономорфемних словах (наприклад, dúpu «ящірка»), але також зустрічається наголос на третій склад з кінця (наприклад, képira «птах») і на останній склад (наприклад, yapuratú «довга флейта, що використовується під час ритуального підношення»). Усі корені мають основний наголос. Префікси ненаголошені, а суфікси можуть бути наголошеними або ненаголошеними. Суфікси з основним наголосом зазвичай спричиняють наголос на передостанній склад, коли вони приєднані до кореня (наприклад, máwi «гачок» → mawípi «духова рушниця»). :37–39